# توم هوارد (صحفي)
توم هوارد (بالإنجليزية: Tom Howard)‏ هو صحفي ومصور أمريكي، ولد في 11 سبتمبر 1894 في شيكاغو في الولايات المتحدة، وتوفي في 8 أكتوبر 1961.